# 榊原直樹
榊原 直樹（さかきばら なおき、1961年9月12日 - ）は、日本の放送作家、メディアプランナー。 東京都渋谷区生まれ。
米国カリフォルニア州マウンテンビュー・アカデミー高校、米国カリフォルニア州サンタクララ・ミッション大学を経て、1984年にクイズダービー（TBS）の取材作家として活動を開始。以降、テレビ・ラジオの構成に携わる。90年代後半からインターネットのアプリケーション開発にも携わり、ウエブ上の動画から高画質静止画写真を抽出する特許アプリ「Movie SnapShot」を開発しNTT-ME（現NTTレゾナント）とWEBプロモーションアプリとして事業展開。その他、大手化粧品メーカーのコラボCM、プロモーション担当。2011年大手広告代理店にて「野球科学プログラム」プロジェクト担当、筑波大学体育会系と研究連携。2016年、株式会社HIROTSUバイオサイエンス共同創業。2024年株式会社JP MOMENT共同創業。

## これまでの主な番組
- クイズダービー（TBS）
- クイズ100人に聞きました（TBS）
- 夕やけニャンニャン（CX）
- 桃色学園都市宣言（CX）
- 田代まさしのパラダイスGoGo!!（CX）
- POP SMAP（TBSラジオ）
- 浅香唯のちょっと悪い子（TBSラジオ）
- 三菱ドライビングポップス（TBSラジオ）
- 錦織一清のスーパーギャング（TBSラジオ）
- ポップン・ルージュ（TBS）
- スーパーFMマガジン NORU SORU浅香唯（TFM）
- スーパーFMマガジン NORU SORU佐藤竹善（TFM）
- 坂見誠二のダンスゾーン（TFM）
- 鶴光の噂のゴールデンアワー（LF）
- スポーツうるぐす（NTV）
- わいど!ウオッチャー（TBS）
- 黄金のレシピ（TBS）
- 宮本和知の熱血!昼休み（TBS）
- 立川志の輔のスーパー知恵MON（TBS）
- 江川の食卓（TBS）
- 田崎真也のわいん好き（TBS）
- THEサンデー（NTV）
- NFL倶楽部T（NTV）
- ガリンペイロ（MX）
- 体育会系スポーツ忘年会スペシャル（NTV）
- "笑"たいむ（NHK BS）

〜等など

### DVD
- ダンスバイブル『MUGEN∞』シリーズ統括プロデュース＜販売元:ジェネオンエンタテインメント＞リリース。